# داميان سانداو
هآرون ستيفن حداد (بالإنجليزية: Aaron Steven Haddad)‏ مصارع محترف أمريكي من أصل لبناني. كان يصارع تحت اسم  دامين ميزداو  بعد أن كان  دامين سانداو  وقد أصبح البديل لذا ميز حيث كان يقلد حركاته دائما، سانداو فاز بحقيبة ماني إن ذا بانك الزرقاء سنة 2013 ولكنه فشل بالفوز ببطولة العالم للوزن الثقيل ليصبح أول مصارع يصرف العقد ويخسر، كذالك هو ربح بطولة الفرق مع ذا ميز.

## مسيرته في الدبليو دبليو إي

### (2012 - 2013)
في 6 أبريل 2012 ضهر دامين سانداو في سماك داوون ولكنه لم يشترك في مباراة وفي يوم 18 أيار رفض سانداو مواجهة يوشي تاتسو، وفي عرض سماك داوون بتاريخ 2012/5/25 فاز ساندو على يوشي في مباراة اته الأولى وفي الأسبوع الذي يليه رفض ساندو مواجهة ازيكل جاكسون ولكن جاكسون أجبره على مواجهته ولكن فاز ساندو، في 8 يونيو 2012 قام سانداو بمهاجمة هورنسواغل ولكن جاء تايسون كيد وقاطعه، وفي الأسبوع الذي يليه فاز ساندو على كيد، في عرض سماك داوون بتاريخ 2012/6/29 فاز سانداو على زاك رايدر وتأهل إلى مباراة ماني إن ذا بانك ولكن فاز دولف زيجلر بالمبارة، وفي يوم 23 يوليو في عرض راو حلقة 1000 هوجم سانداو من قبل فريق دي أكس ونفذ تريبل اتش حركة باتيغري على سانداو، وفي الأسبوع الذي يليه قام سانداو بمهاجمة برودس كلاي عنمدا كان يضحك على فديو سانداو يضرب من قبل دي أكس وبعدها في الأسبوع الآخر تواجه الأثنان في مباراة وفاز سانداو بتثبيت مفاجئ، وفي عرض سماك داوون في شهر أكتوبر تعرض سانداو لأول خسارة له بالتثبيت على يد شيمس، وفي يوم 19 سبتمبر 2012 أصبح سانداو فريقا مع كودي رودز وبدئا العداء مع بطلي الفرق دانيال براين وكين وسمي فريقهما بفريق رودز سكالورس، تكمنا من اللفوز على زاك رايدر وسانتينو ماريلا وتمكنا من هزيمة سين كارا وري مستريو، وفي عرض  Hell In A Cell  تواجه فريق رودز سكالورس وفريق دانيال براين وكين وقد فازا بلأقصاء، وقد تواجه الفريقان مرة أخرى في عرض ماين أيفينت وفاز فريق هيل نو  Hell NO  , وقد تعرض كودي إلى أصابة، وفي يوم 23 نوفمبر فشل سانداو في هزيمة كوفي كنغستون، وبعدها عاد كودي ودامين فريقا مرة أخرى في يوم 10 ديسمبر، وفازا على سين كارا وري مستريو في عرض  TLC  ولكنهما خسرا لفريق هيل نو في عرض رويال رمبل بتاريخ 2013/1/27 , وفي 1 فبراير أصبح دامين سانداو وكودي رودز أفضل صديقا، ولكنهما خسرا ضد فريق برودس كلاي وتنساي، وبعدها دخل سانداو في عداء مع شيمس وتوجها في عرض  PayBack  يوم 16 يونيو 2013 وفاز شيمس بالمبارة وفي يوم 14 يوليو في عرض  Money In The Bank  كانت نهاية فريق رودز سكولرس حيث شارك الأثنان في مباراة ماني إن ذا بانك وقد أوشك كودي على الفوز لولا خيانة دامين له وفاز دامين بتلك المبارة وبعدها قام رودز بمهاجمة سانداو وفي عرض سماك داوون قام كودي برمي حقيبة ساندو في خليج المكسيك، وقد أضهر ساندو حقيبة أخرى تختلف عن القديمة وقد هزم كودي سانداو مرتان مرة مباراة عادية وواحدة في عرض  Summerslam  , وبعد انتهاء عدائهما أصبح سانداو يخسر ضد ار تروث وسانتينو ماريلا وفي عرض  Batlleground  خسر ضد دولف زيجلر، وفشل في صرف العقد على جون سينا حيث خسر المبارة، وبعدها واجه دامين سانداو بطل القارات بيج اي لنجستون في عرض  TlC  ولكنه خسر المبارة، وفي عرض رويل رمبل بتاريخ 2014/1/25 تم أقصاء سانداو من قبل سي ام بانك، وبعدها أصبح سانداو في سلسلة خسارت وأصبح يخسر لأمثال دارين يونغ ويخسر لسين كارا بدقيقة واحدة.

### 2014 - حتى الآن دامين ميزداو
في 28 أبريل ضهر سانداو على هيئة ماغنيتو لأغاضة الضيف هيو جاكمان ودولف زيجلر ولكنه هوجم من قبلهما وأستمر سانداو في تقليد العديد من الشخصيات مثل شارلوك هولمنس وبروس سبرينغستون وشخصيات المصارعة مثل فينس مكمان وشون مايكلز وبريت هارت.
- منذ شهر أغسطس بدأ سانداو بتقليد ذا ميز حيث أصبح بديله وقد تغير اسمه إلى  دامين ميزداو  , وفي سيرفايفر سريز تمكن ميز وميزداو من الفوز ببطولة الفرق ولكن سرعان ما خسروها لفريق ذا أوسوس، وفي عرض الراو يوم 2 فبراير 2015 قام ميز بطرد ميزداو من بديله.

## موضايع أخرى
سانداو ضهر أول مرة في ألعاب الفديو في لعبة WWE '13 قابل للتحميل وفي لعبة WWE 2K14 و WWE 2K15 متاح للعب مباشرة.

## ألقابه
- منقذ الحشود العامة
- الموهوب
- ملك الأدب
- سيد ماني إن ذا بانك
- بطل العالم للحشود
- البديل (مقلد ذا ميز)

## بطولاته وأنجازاته
- Chaotic Wrestling Heavyweight Championship مرة واحدة
- Chaotic Wrestling Tag Team Championship مرة واحدة
- FCW 15 Championship مرة واحدة
- FCW Florida Tag Team Championship مرة واحدة مع تايتوس أونيل
- IWA Hardcore Championship مرة واحدة
- OVW Heavyweight Championship مرتان
- OVW Southern Tag Team Championship مرة واحدة
- OVW Television Championship مرة واحدة
- Third OVW Triple Crown Champion مرة واحدة
- صنفته PWI في المركز 50 ضمن 500 مصارع سنة 2013
- WWC Puerto Rico Heavyweight Championship مرة واحدة
- WWC World Tag Team Championship أربع مرات
- Money in the Bank سنة 2013
- جائزة سلامي لأكثر لقطة مضحكة سنة 2014 - كونه بديل لذامز

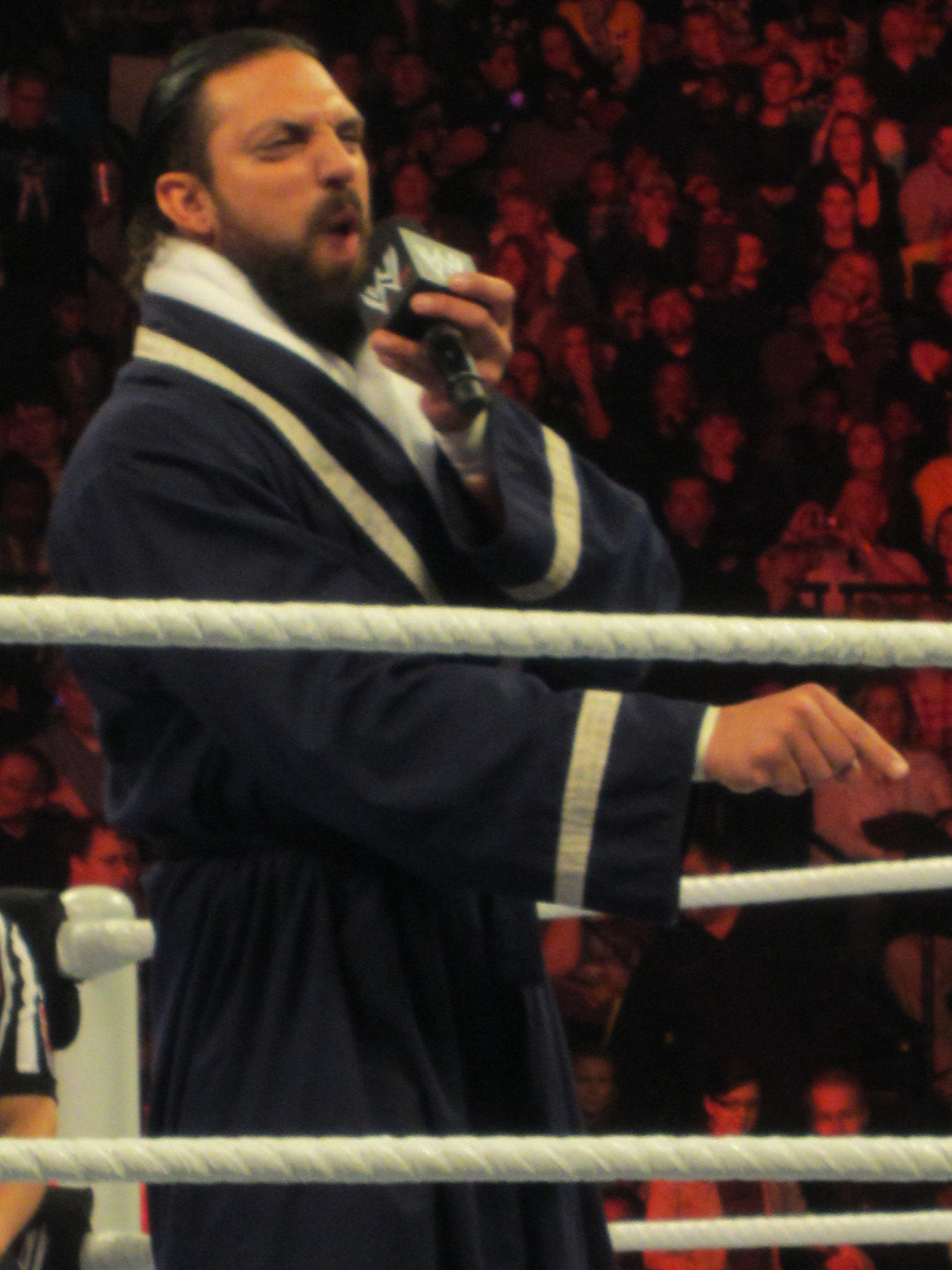
داميان سانداو في فبراير 2013

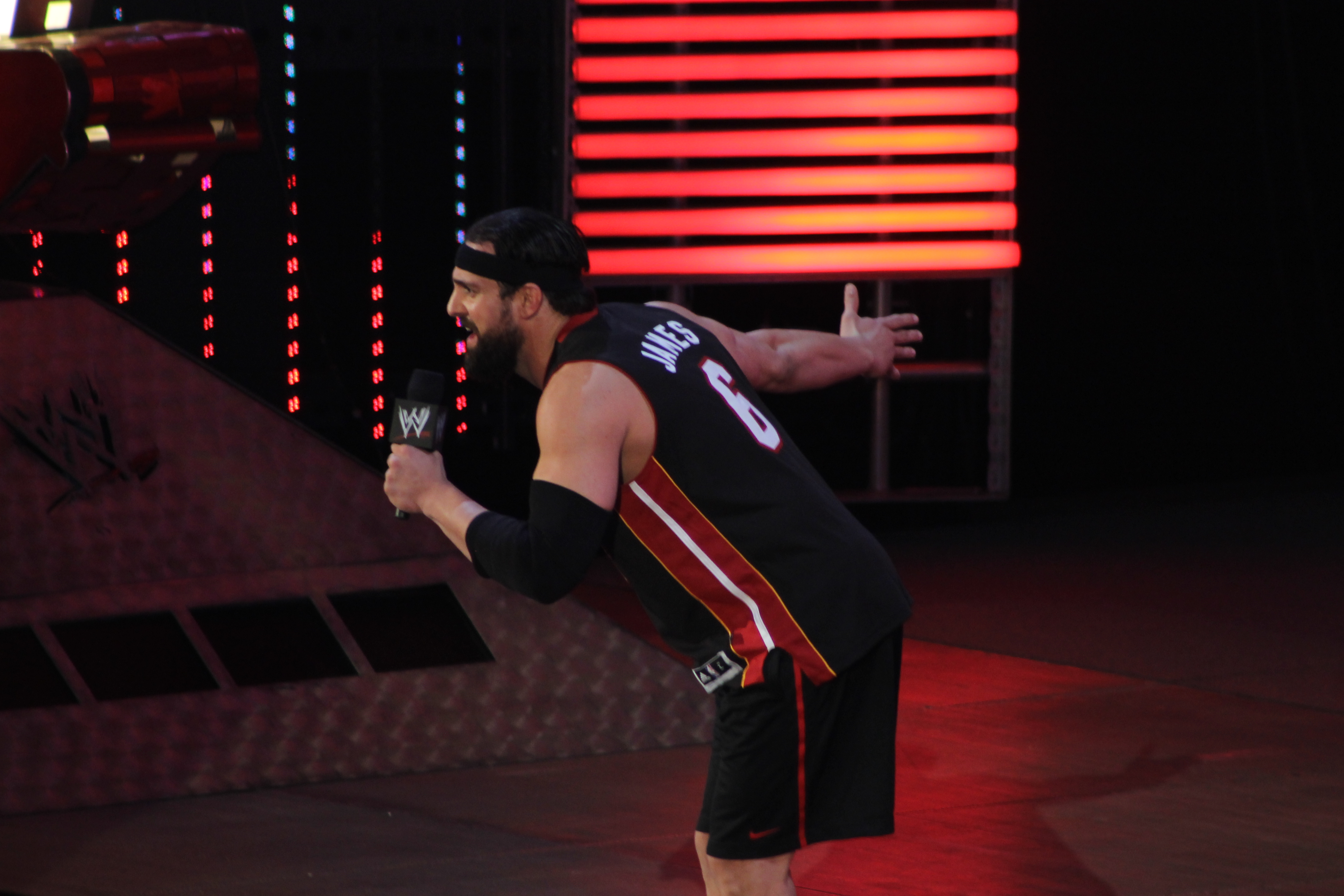
سانداو يقلد ليبرون جيمس سنة 2014

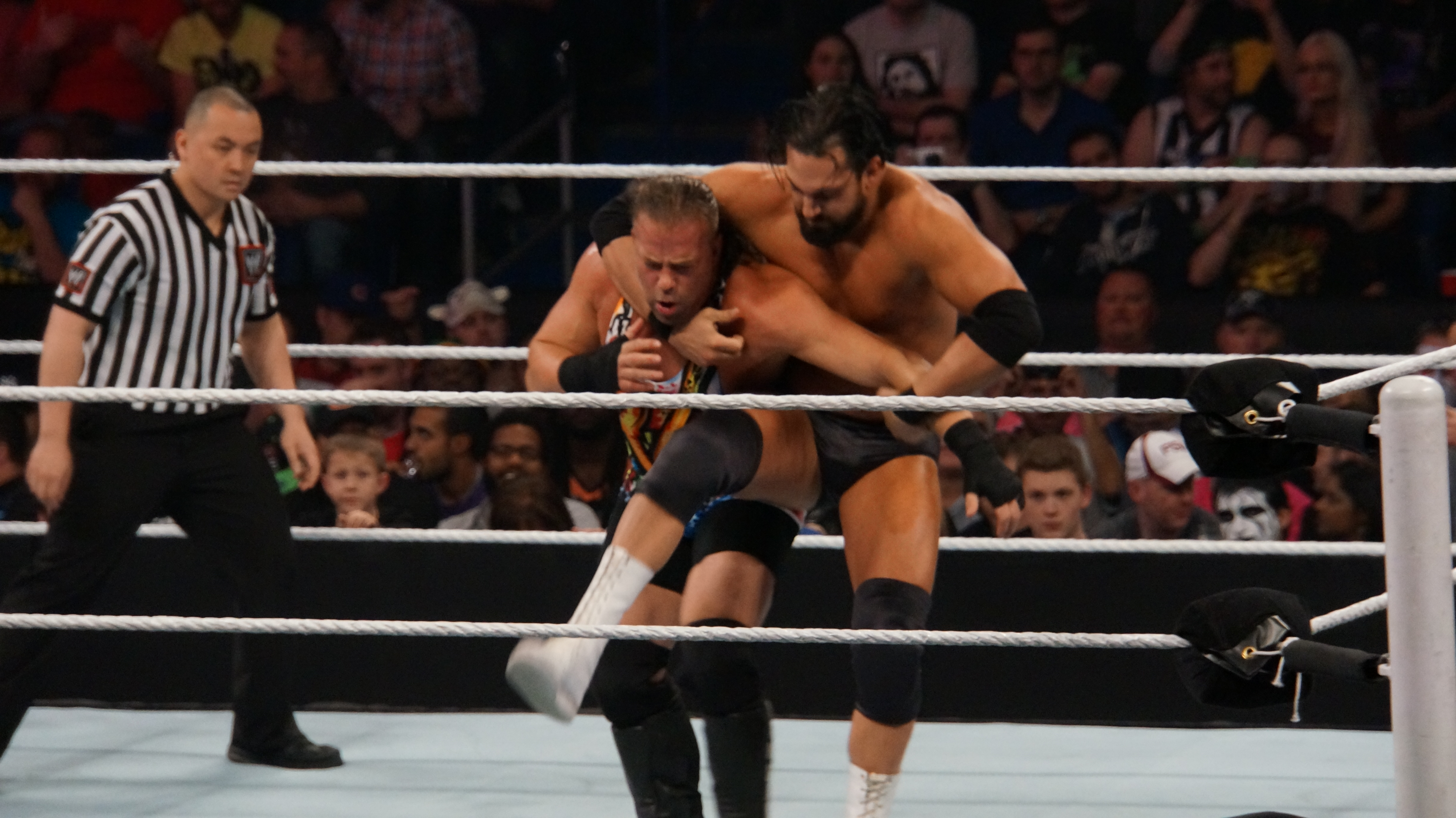
سانداو يهاجم روب فان دام

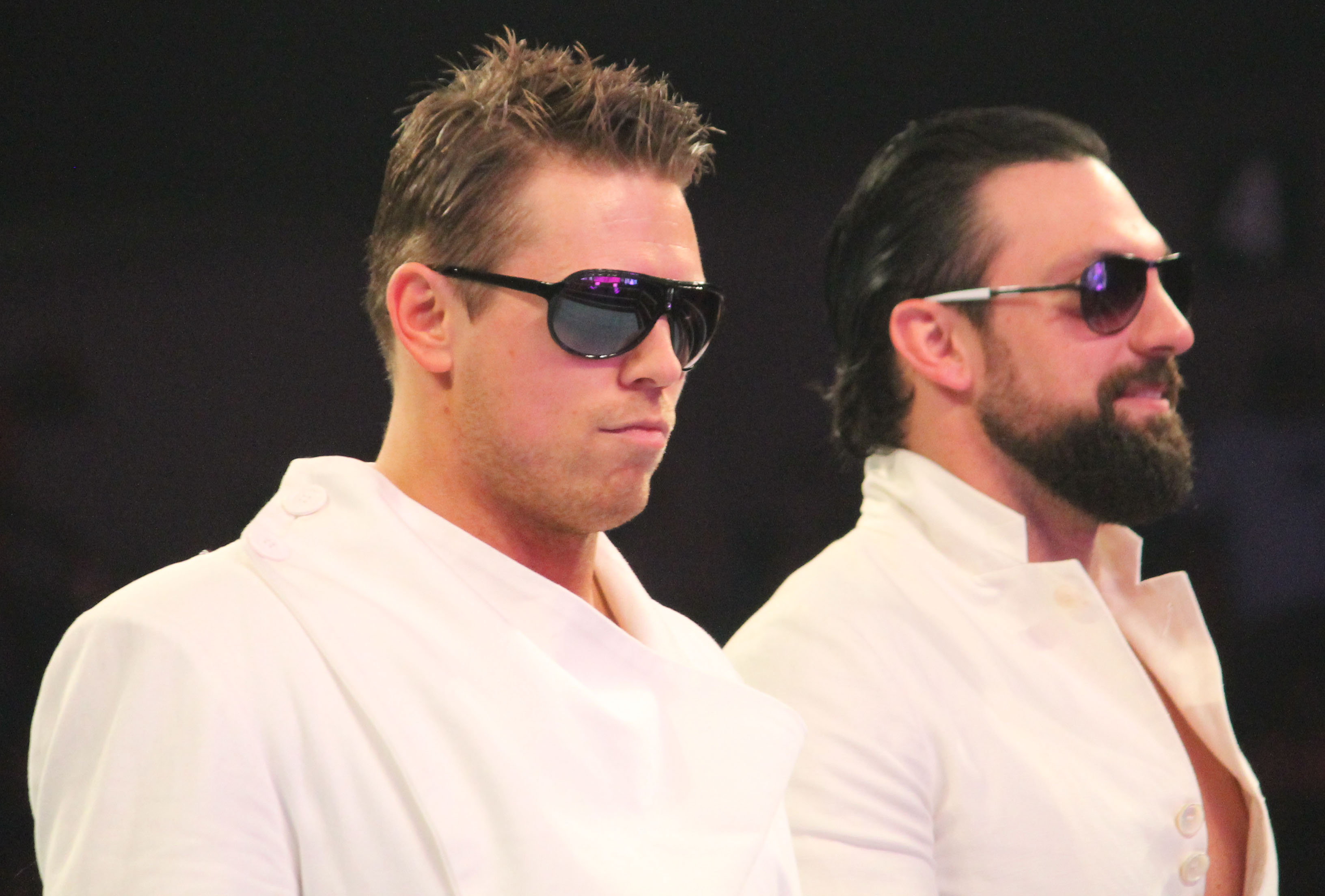
ميزداو مع ذا ميز سنة 2014

## روابط خارجية
- داميان سانداو على موقع IMDb (الإنجليزية)
- داميان سانداو على موقع قاعدة بيانات الفيلم (الإنجليزية)
- داميان سانداو على موقع دبليو دبليو إي (الإنجليزية)
- داميان سانداو على موقع WrestlingData.com (الإنجليزية)
- داميان سانداو على موقع CageMatch worker (الإنجليزية)
- داميان سانداو على موقع قاعدة بيانات المصارعة على الإنترنت (الإنجليزية)
- داميان سانداو على موقع عالم المصارعة على الإنترنت (الإنجليزية)
- داميان سانداو على موقع عالم المصارعة على الإنترنت (الإنجليزية)